# Liste der denkmalgeschützten Objekte in Salzburg-Salzburg/M–Q
Die Liste der denkmalgeschützten Objekte in Salzburg-Salzburg/M–Q enthält von den 600 denkmalgeschützten, unbeweglichen Objekte der Salzburger Katastralgemeinde Salzburg (Salzburger Altstadt) diejenigen in den Straßen M bis Q.

## Denkmäler
| Foto |                 | Denkmal | Standort                                                                         | Beschreibung | Metadaten |
| ---- | --------------- | --- | -------------------------------------------------------------------------------- | --- | --- |
| ja   | Datei hochladen | Bürgerhaus, Jetzelsberger HERIS-ID: 36671 Objekt-ID: 35652 | Makartplatz 1 Standort KG: Salzburg                                              | Das Bürgerhaus am Makartplatz 1 ist das Geburtshaus des Physikers Christian Doppler. | BDA-Hist.: Q37971471 Status: Bescheid Stand der BDA-Liste: 2025-06-30 Name: Bürgerhaus, Jetzelsberger GstNr.: 960 Makartplatz 1, Salzburg |
| ja   | Datei hochladen | Graf-Überacker-Palais, ehem. Makart-Postamt HERIS-ID: 53209 Objekt-ID: 61014 | Makartplatz 6 Standort KG: Salzburg                                              | 1601 wird dieses Haus erstmals als Neugebäude der Gräfin Maria Katharina Kuen „negst ausser St. Andre Pogn an der Mirabellstraßen“ genannt. 1723 kaufte Wolf Maximilian Graf Überacker das Gebäude und baute es als Adelspalast aus. Das Erdgeschoß wurde bis August 2011 als Postamt genutzt. Das Gebäude wird aktuell vom Eigentümer Spängler Bank und dem deutschen Konsulat genutzt. | BDA-Hist.: Q55266330 Status: Bescheid Stand der BDA-Liste: 2025-06-30 Name: Graf-Überacker-Palais, Makart-Postamt GstNr.: 860/1 Palais Überacker, Salzburg |
| ja   | Datei hochladen | Bürgerhaus, Mozarts Wohnhaus HERIS-ID: 36672 Objekt-ID: 35653 | Makartplatz 8 Standort KG: Salzburg                                              | Erstmals 1617 erwähnt, mit Tanzmeistersaal für gehobene Festveranstaltungen; ab 1773 wohnte die Familie Mozart im 1. Stock; 1944 durch Fliegerbomben zerstört, danach Errichtung eines Versicherungsgebäudes an dieser Stelle; ab 1994 Abriss dessen und Wiedererrichtung nach Originalplänen; im Besitz der Internationalen Stiftung Mozarteum. | BDA-Hist.: Q27670180 Status: Bescheid Stand der BDA-Liste: 2025-06-30 Name: Bürgerhaus, Mozarts Wohnhaus GstNr.: 857/1 Makartplatz 8, Salzburg |
| ja   | Datei hochladen | Municipium Iuvavum HERIS-ID: 112169 Objekt-ID: 130238 | Max Reinhardt-Platz Standort KG: Salzburg                                        | Anmerkung: Das geschützte Gebiet des Municipium Iuvavum erstreckt sich über mehrere Fundstellen auf den Adressen Franziskanergasse 5, Furtwänglergarten, Kaigasse 33 und Max Reinhardt-Platz. | BDA-Hist.: Q64692026 Status: Bescheid Stand der BDA-Liste: 2025-06-30 Name: Municipium Iuvavum GstNr.: 3712 |
| ja   | Datei hochladen | Wilder-Mann-Brunnen HERIS-ID: 71306 Objekt-ID: 84463 | Max-Reinhardt-Platz Standort KG: Salzburg                                        | Der Wilder-Mann-Brunnen (fälschlicherweise auch als Neptunbrunnen bezeichnet), ein Marktbrunnen mit Fischkalter, stand 1641–1872 am Ferdinand-Hanusch-Platz, da dort Fische verkauft wurden. Die Brunnenfigur hält in der einen Hand einen ausgerissenen Baumstamm und stützt sich mit der anderen auf das Stadtwappen Salzburgs. | BDA-Hist.: Q38127240 Status: § 2a Stand der BDA-Liste: 2025-06-30 Name: Wilder-Mann-Brunnen GstNr.: 3712 Wilder-Mann-Brunnen (Salzburg) |
| ja   | Datei hochladen | Schloss Mirabell Gesamtanlage mit allen Nebengebäuden und Gartenbaudenkmalen HERIS-ID: 58123 Objekt-ID: 68591                                                                     | Mirabellplatz 3, 4 Standort KG: Salzburg                                         | → Hauptartikel : Schloss Mirabell f1 | BDA-Hist.: Q688546 Status: § 2a Stand der BDA-Liste: 2025-06-30 Name: Schloss Mirabell Gesamtanlage mit allen Nebengebäuden und Gartenbaudenkmalen GstNr.: 934, 935, 936, 938, 939, 940, 941, 942, 943, 944, 945, 946, 1055/5, 4276, 986, 3740/3, 3749/1 Schloss Mirabell |
| ja   | Datei hochladen | Pfarrhof St. Andrä HERIS-ID: 53193 Objekt-ID: 60994 | Mirabellplatz 5 Standort KG: Salzburg                                            | Das viergeschoßige Haus mit späthistoristischer Fassade wurde im Jahr 1900 erbaut. | BDA-Hist.: Q38056093 Status: § 2a Stand der BDA-Liste: 2025-06-30 Name: Pfarrhof St. Andrä GstNr.: 914 Mirabellplatz 5, Salzburg |
| ja   | Datei hochladen | Kath. Pfarrkirche St. Andrä HERIS-ID: 53194 Objekt-ID: 60995 | Mirabellplatz 5a Standort KG: Salzburg                                           | Nach Plänen von Josef Wessicken wurde die neue Kirche von Stadtbaumeister Jakob Ceconi im neugotischen Stil auf dem neu geschaffenen Platz hinter den geschleiften Basteien erbaut, der zuvor als Kasernengelände gedient hatte. Durch Bombenschäden im Zweiten Weltkrieg stark beeinträchtigt. Nach Plänen von Michael Kurz wieder aufgebaut. Die hohen Türme wurden in den 1960er-Jahren abgetragen, die Backsteinfassade verschwand unter einem Mauerputz. | BDA-Hist.: Q15840306 Status: § 2a Stand der BDA-Liste: 2025-06-30 Name: Kath. Pfarrkirche St. Andrä GstNr.: 3751/2 Andräkirche (Salzburg) |
| ja   | Datei hochladen | Edmundsburg inklusive Internationales Forschungszentrum (Edith-Stein-Haus) HERIS-ID: 53067 Objekt-ID: 60849                                                                       | Mönchsberg 2 und 2a Standort KG: Salzburg                                        | Erwähnungen von zwei Häusern an Stelle des heutigen Baus stammen von 1350, wobei die Kalosperger als Besitzer genannt werden. In der jetzigen Form wurde das Haus 1694 von Abt Edmund Sinnhuber erbaut. Heute befindet sich hier das „Internationale Forschungszentrum für Grundfragen der Wissenschaften Salzburg“ (IFZ), das „Salzburg Center of European Union Studies“ sowie das „Salzburger Literaturarchiv“ mit dem „Stefan-Zweig-Zentrum“. | BDA-Hist.: Q1287175 Status: § 2a Stand der BDA-Liste: 2025-06-30 Name: Edmundsburg inklusive Internationales Forschungszentrum (Edith-Stein-Haus) GstNr.: 2530, 2532 Edmundsburg |
| ja   | Datei hochladen | Bürgerhaus, Metzgerhäusl/Spänglervilla HERIS-ID: 46505 Objekt-ID: 48587 | Mönchsberg 3 Standort KG: Salzburg                                               | Erste Nennung dieses Hauses um 1354. Der Name „Mezgerhaus“ ist auf Franz Prodinger, laut „Seelenbeschreibung“ von 1713 Klostermezger von Stift St. Peter, zurückzuführen. Seit 1981 im Besitz der Bankiersfamilie Spängler. | BDA-Hist.: Q38022069 Status: Bescheid Stand der BDA-Liste: 2025-06-30 Name: Bürgerhaus, Metzgerhäusl/Spänglervilla GstNr.: 2514 Mönchsberg 3 (Spänglervilla), Salzburg |
| ja   | Datei hochladen | Göbelbehausung/Wohnhaus Herzog HERIS-ID: 46504 Objekt-ID: 48586 | Mönchsberg 4 Standort KG: Salzburg                                               | Dieses Haus wird erstmals 1442 erwähnt. Der Name ist auf den dort wohnenden Zimmerknecht Simon Göbl zurückzuführen. 1929 wurde der ursprüngliche Bau abgerissen und neu errichtet. Kurzfristig war hier die italienische Botschaft untergebracht und später war es im Besitz des Salzburger Historikers Herbert Klein. | BDA-Hist.: Q38022061 Status: Bescheid Stand der BDA-Liste: 2025-06-30 Name: Göbelbehausung/Wohnhaus Herzog GstNr.: 2529/2 |
| ja   | Datei hochladen | Bürgerhaus, Esinger-Haus, „Haus zwischen den Weg“, Mayerhaus am Mönchsberg HERIS-ID: 46565 Objekt-ID: 48660                                                                       | Mönchsberg 6 Standort KG: Salzburg                                               | Die aus dem 14. Jahrhundert stammende Meierei wurde nach einem Brand vom Stadtschreiber Josef Kofler 1681 zu einem dreigeschoßigen Haus im bäuerlichen Barockstil aufgebaut. Ein Name geht auf die Esinger-Schwestern zurück, von denen Hermine die letzte Schülerin von Franz Liszt und die erste Klavierlehrerin des Mozarteums war. | BDA-Hist.: Q38022600 Status: Bescheid Stand der BDA-Liste: 2025-06-30 Name: Bürgerhaus, Mayerhaus am Mönchsberg GstNr.: 2517 Mönchsberg 6 (Mayerhaus am Mönchsberg), Salzburg |
| ja   | Datei hochladen | Gutshof, Kemptenhaus, Tomaselli-Villa HERIS-ID: 58471 Objekt-ID: 69154 | Mönchsberg 8 Standort KG: Salzburg                                               | Ursprünglich (1350) im Besitz der Kalosperger, ab 1916 im Besitz von Alois und Magda Grasmayr, seit 1938 im Eigentum der Familie Tomaselli und deren Nachkommen. | BDA-Hist.: Q38083633 Status: Bescheid Stand der BDA-Liste: 2025-06-30 Name: Gutshof, Kemptenhaus GstNr.: 2551 |
| ja   | Datei hochladen | Abtsturm, St. Peter- oder Lambergturm HERIS-ID: 46516 Objekt-ID: 48602 | Mönchsberg 9 Standort KG: Salzburg                                               | Ursprünglich war der Abtsturm Teil einer vom Stift St. Peter errichteten Befestigungsanlage. Der Name Lambergturm geht auf einen Besitzer von 1586, Domherr Johann Jakob von Lamberg, zurück. In der jüngeren Vergangenheit wohnte hier Agnes Muthspiel und danach Stefan Kruckenhauser, der Vater der Skitechnik des Wedelns. | BDA-Hist.: Q334626 Status: Bescheid Stand der BDA-Liste: 2025-06-30 Name: Abtsturm, St. Peter- oder Lambergturm GstNr.: 2519/1 Abtsturm, Salzburg |
| ja   | Datei hochladen | Freyschlössl/früher Mayerei am rothen Thurm HERIS-ID: 57526 Objekt-ID: 67709 | Mönchsberg 15 Standort KG: Salzburg                                              | Auch dieser, ursprünglich „Roter Turm“ genannte Bau war ein Befestigungswerk des Stiftes St. Peter aus dem 14. Jahrhundert. 1862 wurde es von Carl von Frey erworben und zu Wohnzwecken umgebaut. Heute ist es im Besitz der Familie Kaindl aus Wals-Siezenheim. | BDA-Hist.: Q1456004 Status: Bescheid Stand der BDA-Liste: 2025-06-30 Name: sog. Freyschlößl/Mayerei am rothen Thurm GstNr.: 2555, 2562 Freyschlössl |
| ja   | Datei hochladen | Konstantinturm oder Kupelwieser-Schlössl HERIS-ID: 46569 Objekt-ID: 48665 | Mönchsberg 17 Standort KG: Salzburg                                              | Nachfolgebau des sog. Falkenturms aus dem späten 13, oder 14. Jahrhundert. Nach dessen Einsturz 1863 von Josef und Anna Achleitner, einem Kammermusikus des Otto von Griechenland, als neogotischer Turm errichtet. Heute im Besitz von Hans Widrich. Längere Zeit Wohnung von Peter Handke. | BDA-Hist.: Q1792786 Status: Bescheid Stand der BDA-Liste: 2025-06-30 Name: Konstantinturm oder Kupelwieser-Schlössl GstNr.: 2584/1 Kupelwieser-Schlössl, Salzburg |
| ja   | Datei hochladen | Barbaraturm, ehem. Pulverturm HERIS-ID: 59815 Objekt-ID: 71409 | Mönchsberg 17D Standort KG: Salzburg                                             | Ist ein kurz nach 1460 erbauter Turm, der im 18. Jahrhundert als Patronenwerkstätte auch als Pulverturm und als „Laboratorium“ genutzt wurde. 1928 wurde er an die Naturfreunde verpachtet. Nach dem Zweiten Weltkrieg Eigentum der Salzburger Antiquitätenfamilie Werner. | BDA-Hist.: Q807730 Status: Bescheid Stand der BDA-Liste: 2025-06-30 Name: Barbaraturm, ehem. Pulverturm GstNr.: 2595/1 Barbaraturm Mönchsberg |
| ja   | Datei hochladen | Grasmayr-Villa, Hoferburg HERIS-ID: 46564 Objekt-ID: 48659 | Mönchsberg 18 Standort KG: Salzburg                                              | Ursprünglich wurde hier 1656 ein Sommerhaus für den Domchorvikar Johann Baptist Hofer errichtet. Im 19. Jahrhundert baute der englische Landschaftsmaler M. Georg Gaskell das Haus im Stil einer englischen Villa um. Seit 1915 im Besitz der Familie von Alois und Magda Grasmayr. Hier lebten u. a. der Kunsthistoriker Ludwig Praehauser und der Maler Eduard Bäumer. | BDA-Hist.: Q1543467 Status: Bescheid Stand der BDA-Liste: 2025-06-30 Name: Grasmayr-Villa GstNr.: 2597 Grasmayr-Villa |
| ja   | Datei hochladen | Marketenderschlößl HERIS-ID: 53101 Objekt-ID: 60888 | Mönchsberg 21 Standort KG: Salzburg                                              | 1560 erbaut von Stephan Frankmann von Oxenfeld. 1589 von Erzbischof Wolf Dietrich angekauft und ausgebaut. Es diente lange Zeit als Soldatenunterkunft oder als Taverne. 1926 Ankauf durch die Missionskongretation der Pallottiner. Heute wird das Marketenderschlössl im Pacht von der University of Redlands in Kalifornien genutzt, die hier ein Zentrum für europäische Studien betreibt. | BDA-Hist.: Q1456115 Status: § 2a Stand der BDA-Liste: 2025-06-30 Name: Marketenderschlößl GstNr.: 2733 Marketenderschlössl |
| ja   | Datei hochladen | Apostolatshaus der Pallottiner / Johannesschlößl mit Kapelle und Nebengebäuden HERIS-ID: 53103 Objekt-ID: 60890                                                                   | Mönchsberg 24 Standort KG: Salzburg                                              | Erbaut im 16. Jahrhundert, wurde es von Erzbischof Wolf Dietrich als Sommersitz genutzt. 1892 wurde der Besitz von Oberst Basilius von Paschkoff erworben und im Stil des Historismus umgebaut. 1926 wurde alles an die Missionskongregation der Pallottiner verkauft. Heute dient das Johannesschlössl als ein religiöses Gästehaus. | BDA-Hist.: Q1262000 Status: § 2a Stand der BDA-Liste: 2025-06-30 Name: Apostolatshaus der Pallottiner / Johannesschlößl mit Kapelle und Nebengebäuden GstNr.: 2706 Johannesschlössl |
| ja   | Datei hochladen | Meierhof, Oslmaiergut HERIS-ID: 36673 Objekt-ID: 35654 | Mönchsberg 25 Standort KG: Salzburg                                              | Das Haus hat seine ursprüngliche Gestalt bewahrt. Es gehörte einst zum Johannesschlössl, wurde aber 1862 an die Edmundsburg verkauft und kam danach an das Benediktinerstift Michelbeuern bzw. an das Kloster Mülln. Es wurde lange von der Heimatforscherin Nora von Wattek und danach von deren Tochter Era von Pachta-Reyhofen bewohnt. | BDA-Hist.: Q37971486 Status: Bescheid Stand der BDA-Liste: 2025-06-30 Name: Meierhof, Oslmaiergut GstNr.: 2719/2 |
| ja   | Datei hochladen | Haus Mierka HERIS-ID: 32378 Objekt-ID: 29457 | Mönchsberg 27A Standort KG: Salzburg                                             | Das Haus Mierka wurde 1956–1957 für den Großindustriellen Karl Mierka nach Plänen von Oswald Haerdtl in Hanglage als viergeschoßiges Terrassenhaus errichtet. Die repräsentative Innenausstattung ist weitgehend erhalten. Das bedeutende Spätwerk des Architekten zeichnet sich in seiner äußeren Erscheinung durch eine moderne und klare Linienführung aus. | BDA-Hist.: Q37947530 Status: Bescheid Stand der BDA-Liste: 2025-06-30 Name: Haus Mierka GstNr.: 2665/2 |
| ja   | Datei hochladen | Schwarz-Villa oder Villa Bianchi HERIS-ID: 46592 Objekt-ID: 48705 | Mönchsberg 31 Standort KG: Salzburg                                              | Diese Villa wurde 1872 vom Baumeister Valentin Ceconi für Graf Kaunitz errichtet. 1884 kaufte die damals bekannte Opernsängerin Bertha Schwarz, Künstlername Bianca Bianchi, die Villa. Bis 1995 im Besitz der Familie Schwarz, jetzt im Eigentum einer Zahnarztfamilie. | BDA-Hist.: Q38022758 Status: Bescheid Stand der BDA-Liste: 2025-06-30 Name: Schwarz-Villa oder Villa Bianchi GstNr.: 2476/2 |
| ja   | Datei hochladen | Festung Hohensalzburg Gesamtanlage, Freiflächen archäologisches Fundhoffnungsgebiet HERIS-ID: 53107 Objekt-ID: 60894                                                              | Mönchsberg 34 Standort KG: Salzburg                                              | → Hauptartikel : Festung Hohensalzburg f1 | BDA-Hist.: Q679292 Status: § 2a Stand der BDA-Liste: 2025-06-30 Name: Festung Hohensalzburg Gesamtanlage, Freiflächen archäologisches Fundhoffnungsgebiet GstNr.: 2476/1, 2477, 2478, 2479, 2480, 2481, 2482, 2483, 2484, 2486, 2487, 2488, 2489, 2490, 2493, 2494, 2495/1, 2495/2, 2496, 2497/1, 2500, 2503, 3685, 3686 Festung Hohensalzburg |
| ja   | Datei hochladen | Anlage der Lodron’schen Stadtbefestigung auf dem Festungs-, Mönchs- und Nonnberg samt Türmen und Toren sowie archäologische Fundhoffnungsgebiete HERIS-ID: 68475 Objekt-ID: 81483 | Mönchsberg, Festungsberg, Nonnberg Standort KG: Salzburg                         | Es handelt sich um die 1620–1645 von Santino Solari vorgenommene Erweiterung der Befestigungsanlagen unter Paris von Lodron, die auch (im Unterschied zu den mittelalterlichen Befestigungen) als dritte Stadtbefestigung bezeichnet wird. | BDA-Hist.: Q125728598 Status: § 2a Stand der BDA-Liste: 2025-06-30 Name: Anlage der Lodron’schen Stadtbefestigung auf dem Festungs-, Mönchs- und Nonnberg samt Türmen und Toren sowie archäologische Fundhoffnungsgebiete GstNr.: 168, 190, 220/2, 3664, 2571, 2574, 2575, 2671/1, 2674/1, 2682, 2684, 2685, 2688, 2698, 2710, 2711/4, 314/2, 2232, 2470, 2473, 2491, 2492, 2497/2, 2498, 2499, 2502, 2563, 2576, 2586, 2593, 2607, 2608, 2672/1, 2609/2, 2629, 2621, 2622, 2616, 2619, 2626, 2623, 2634/1, 2634/2, 2505, 2507, 3560/2, 3684, 3687/1, 3688, 2234, 2300/1, 2301, 2014/3, 2285/2, 3663, 3668, 2014/3 Fortifications on Mönchsberg |
| ja   | Datei hochladen | Mozart-Denkmal HERIS-ID: 57527 Objekt-ID: 67710 | Mozartplatz Standort KG: Salzburg                                                | Der Schriftsteller Julius Schilling regte als erster 1835 an, Mozart in Salzburg ein Denkmal zu errichten, das 1842 fertiggestellt und im Beisein der zwei noch lebenden Söhne Mozarts, Karl Thomas Mozart und Franz Xaver Wolfgang Mozart, enthüllt wurde. Entworfen wurde die Statue von dem Münchner Bildhauer Ludwig von Schwanthaler, gegossen wurde die Statue von Johann Baptist Stiglmaier. | BDA-Hist.: Q38077135 Status: § 2a Stand der BDA-Liste: 2025-06-30 Name: Mozart-Denkmal GstNr.: 92 Mozart monument, Salzburg |
| ja   | Datei hochladen | Bürgerhaus, Rehlingen-Stadtpalais HERIS-ID: 36675 Objekt-ID: 35656 | Mozartplatz 4 Standort KG: Salzburg                                              | Bestand vermutlich vor dem Stadtbrand von 1383, damals waren auch zwei Häuser im Besitz der Guetrader, Burggrafen von Werfen, betroffen. Arkadenhof aus 1560er-Jahren, Bauherren waren Georg Thenn oder Christof Weiss und seine Ehefrau Felicitas Unterholzner. Friedrich von Rehlingen, hochfürstlicher Rat, übernahm 1588 den Besitz. Das einstige Palais besitzt eine spätbarocke Fassade. 1592 wurde eine Hauskapelle eingerichtet. Im Arkadengang ist eine römische Amphora aus der ersten Hälfte des 1. Jahrhunderts ausgestellt (gefunden 1977).                                                                        | BDA-Hist.: Q37971504 Status: Bescheid Stand der BDA-Liste: 2025-06-30 Name: Bürgerhaus, Rehlingen-Stadtpalais GstNr.: 91 Mozartplatz 4 (Salzburg) |
| ja   | Datei hochladen | Imhofstöckl, Zeugwartstöckl und Stadtmauer HERIS-ID: 53063 Objekt-ID: 60845 | Mozartplatz 5, 6, 7 Standort KG: Salzburg                                        | 1620 als Teil der Befestigungen der Altstadt zur Salzach erbaut. Heute sind hier mehrere öffentliche Institutionen (z. B. Galerie am Mozartplatz, Polizeiwache) untergebracht. | BDA-Hist.: Q38055566 Status: § 2a Stand der BDA-Liste: 2025-06-30 Name: Imhofstöckl, Zeugwertstöckl und Stadtmauer GstNr.: 93 Zeugwartstöckl |
| ja   | Datei hochladen | Kanonikalhöfe-Domherrenhäuser mit Wehrmauer HERIS-ID: 53309 Objekt-ID: 61207 | Mozartplatz 8, 9, 10 Standort KG: Salzburg                                       | Durch Santino Solari im 17. Jahrhundert errichtetes Gebäude, später an das Domkapitel verkauft und Wohnung von Domherren. Über dem nördlichen Seitenportal findet sich ein Wappen von Max Gandolf von Kuenburg (1670). Das Haus Nr. 9 trägt das Wappen von Fürsterzbischof Sigismund von Schrattenbach. Heute sind dort neben Wohnungen vor allem Amtsräume des Amtes der Salzburger Landesregierung und des Landesschulrates untergebracht. | BDA-Hist.: Q38056564 Status: Bescheid Stand der BDA-Liste: 2025-06-30 Name: Kanonikalhöfe-Domherrenhäuser mit Wehrmauer GstNr.: 96, 97/1, 98, 99, 2000 Mozartplatz 8-10, Salzburg |
| ja   | Datei hochladen | Villa mit Schifferkreuz HERIS-ID: 36674 Objekt-ID: 35655 | Müllner Hauptstraße 2 Standort KG: Salzburg                                      | Anfang des 18. Jahrhunderts stand am Salzachufer in Mülln ein Kruzifix, das als wundertätig verehrt wurde. Dieses Kreuz musste 1801, morsch geworden, abgetragen werden. Daraufhin wurde ein Doppelkreuz, von der Salzach aus für Schiffer und von der Fahrstraße in die Stadt aus gut sichtbar, errichtet. | BDA-Hist.: Q64692205 Status: Bescheid Stand der BDA-Liste: 2025-06-30 Name: Villa mit Schifferkreuz GstNr.: 3183 Villa Ceconi (Salzburg) |
| ja   | Datei hochladen | ehem. Klausenkaserne HERIS-ID: 53036 Objekt-ID: 60816 | Müllner Hauptstraße 3 Standort KG: Salzburg                                      | Das von Fürsterzbischof Johann Ernst Graf von Thun und Hohenstein zwischen 1695 und 1697 erbaute Gebäude diente zuerst als Militärhospital. 1813 wurde es in eine Kaserne umgewandelt. Nach dem Ersten Weltkrieg wurde das Gebäude vor dem Klausentor nicht mehr als Kaserne genutzt, der Name hat sich aber erhalten. | BDA-Hist.: Q64692209 Status: Bescheid Stand der BDA-Liste: 2025-06-30 Name: ehem. Klausenkaserne GstNr.: 3176 Klausenkaserne (Salzburg) |
| ja   | Datei hochladen | Leprosenhaus und -kirche hll. Hieronymus und Antonius Eremit HERIS-ID: 53037 Objekt-ID: 60817                                                                                     | Müllner Hauptstraße 6 Standort KG: Salzburg                                      | Das Leprosenhaus mit seiner Leprosenhauskirche wird als „Sundersiechenhaus“ schon im 13. Jahrhundert erwähnt. Der heute bestehende viergeschoßige Bau stammt aus dem 18. Jahrhundert. Die Leprosenhauskirche ist 1714 als barockes Gotteshaus errichtet worden und den Heiligen Hieronymus und Antonius Eremit geweiht. | BDA-Hist.: Q38055480 Status: § 2a Stand der BDA-Liste: 2025-06-30 Name: Leprosenhaus und -kirche hll. Hieronymus und Antonius Eremit GstNr.: 3192 Leprosenkirche (Salzburg) |
| ja   | Datei hochladen | Delphinbrunnen HERIS-ID: 57575 Objekt-ID: 67776 | vor Müllner Hauptstraße 26 Standort KG: Salzburg                                 | Der Delphinbrunnen vor dem Haus Müllner Hauptstraße 26 wurde 1727 von Sebastian Stumpfegger geschaffen. Das achteckige Brunnenbecken besitzt vertiefte Felder und skulpierte Rosetten mit Spiralgitter. Die Brunnenfiguren zeigen zwei Delphine um einen Felsen und einen Putto. | BDA-Hist.: Q38077300 Status: § 2a Stand der BDA-Liste: 2025-06-30 Name: Brunnen GstNr.: 3542/1 Delphinbrunnen (Salzburg, Müllner Hauptstraße) |
| ja   | Datei hochladen | Ehem. Schwanenwirthshaus / Gasthof Krimpelstätter HERIS-ID: 46566 Objekt-ID: 48661                                                                                                | Müllner Hauptstraße 31 Standort KG: Salzburg                                     | Das Gasthaus wird erstmals 1548 erwähnt, Eigentümer war die Familie Lowricher. Die Bezeichnung „Zum weißen Schwan“ taucht erstmals 1589 auf. 1692 kaufte Andreas Krimplstätter den Gasthof und führte ihn bis 1735. Seit 1958 ist er im Besitz des Augustiner Bräus Kloster Mülln. Die heutige Gaststube mit den Konglomeratpfeilern und dem Gewölbe war bis zu Beginn des 20. Jahrhunderts ein Pferdestall. Berühmt ist der kastanienbestandene Gastgarten. | BDA-Hist.: Q38022608 Status: Bescheid Stand der BDA-Liste: 2025-06-30 Name: Ehem. Schwanenwirthshaus/ Gasthof Krimpelstätter GstNr.: 3149, 3151 |
| ja   | Datei hochladen | Johannesspital, Pavillon/Gartenhaus HERIS-ID: 53371 Objekt-ID: 61316 | Müllner Hauptstraße 48 Standort KG: Salzburg                                     | | BDA-Hist.: Q38056896 Status: § 2a Stand der BDA-Liste: 2025-06-30 Name: Johannesspital, Pavillon/Gartenhaus GstNr.: 3235 |
| ja   | Datei hochladen | Johannesspital, Brunnenhaus HERIS-ID: 53372 Objekt-ID: 61317 | Müllner Hauptstraße 48 Standort KG: Salzburg                                     | Im östlichen Hof hinter der barocken Spitalsanlage liegt ein um 1600 entstandenes Brunnenhaus mit Wendeltreppe in einem überkuppelten Rundraum aus Konglomeratquadern. Vier Nischen und Steinbecken mit Ab- und Zulauf. Eingang mit rechteckigem Pavillon geschützt. | BDA-Hist.: Q38056898 Status: § 2a Stand der BDA-Liste: 2025-06-30 Name: Johannesspital, Brunnenhaus GstNr.: 3255 Brunnenhaus (Johannesspital, Salzburg) |
| ja   | Datei hochladen | Johannesspital, Barbaraheim (Bereich Gaswerkgasse) HERIS-ID: 53373 Objekt-ID: 61318                                                                                               | Müllner Hauptstraße 48 Standort KG: Salzburg                                     | | BDA-Hist.: Q38056902 Status: § 2a Stand der BDA-Liste: 2025-06-30 Name: Johannesspital, Barbaraheim (Bereich Gaswerkgasse) GstNr.: 3255 |
| ja   | Datei hochladen | Kirche des ehem. Mädchenwaisenhauses HERIS-ID: 53374 Objekt-ID: 61319 | Müllner Hauptstraße 48 Standort KG: Salzburg                                     | | BDA-Hist.: Q38056911 Status: § 2a Stand der BDA-Liste: 2025-06-30 Name: Kirche des ehem. Mädchenwaisenhauses GstNr.: 3235 |
| ja   | Datei hochladen | Johannesspital, Spitalkirche St. Johann HERIS-ID: 75227 Objekt-ID: 88705 | Müllner Hauptstraße 48 Standort KG: Salzburg                                     | Die barocke Spitalsanlage mit der zentralen Krankenhauskirche St. Johannes wurde im Auftrag von Stifter Erzbischof Johann Ernst von Thun und Hohenstein auf den Fundamenten des älteren Grimmingschlosses von Johann Fischer von Erlach erbaut und am 24. Juni 1704 eingeweiht. | BDA-Hist.: Q1608405 Status: § 2a Stand der BDA-Liste: 2025-06-30 Name: Johannesspital, Spitalkirche St. Johann GstNr.: 3255 St. Johanns-Kirche, Landeskrankenhaus Salzburg |
| ja   | Datei hochladen | Johannesspital, I. Medizin HERIS-ID: 75228 Objekt-ID: 88706 | Müllner Hauptstraße 48 Standort KG: Salzburg                                     | | BDA-Hist.: Q38138655 Status: § 2a Stand der BDA-Liste: 2025-06-30 Name: Johannesspital, I. Medizin GstNr.: 3255 Innere Medizin I (Johannesspital, Salzburg) |
| ja   | Datei hochladen | Johannesspital, Kinderspital Haus Süd HERIS-ID: 53013 Objekt-ID: 60786 | Müllner Hauptstraße 48 Standort KG: Salzburg                                     | | BDA-Hist.: Q38055393 Status: § 2a Stand der BDA-Liste: 2025-06-30 Name: Johannesspital, Kinderspital Haus Süd GstNr.: 3255 |
| ja   | Datei hochladen | Johannesspital, ehem. Mädchenwaisenhaus, RK Schülerinnen-Schwesternheim HERIS-ID: 53014 Objekt-ID: 60787                                                                          | Müllner Hauptstraße 48 Standort KG: Salzburg                                     | | BDA-Hist.: Q38055407 Status: § 2a Stand der BDA-Liste: 2025-06-30 Name: Johannesspital, ehem. Mädchenwaisenhaus, RK Schülerinnen-Schwesternheim GstNr.: 3235 Ehemaliges Mädchenwaisenhaus (Johannesspital, Salzburg) |
| BW   | Datei hochladen | Johannesspital, Verwaltung 1 HERIS-ID: 53017 Objekt-ID: 60790 | Müllner Hauptstraße 48 Standort KG: Salzburg                                     | | BDA-Hist.: Q38055428 Status: § 2a Stand der BDA-Liste: 2025-06-30 Name: Johannesspital, Verwaltung 1 GstNr.: 3255 |
| ja   | Datei hochladen | Johannesspital, Müllegger-Tor HERIS-ID: 53018 Objekt-ID: 60791 | Müllner Hauptstraße 48 Standort KG: Salzburg                                     | Ehemaliges Stadttor; ab 1607 Teil des daneben errichteten Schlosses Müllegg, das bereits 1699 wieder abgerissen wurde, als an seiner Stelle das erste Spital erbaut wurde. | BDA-Hist.: Q2242539 Status: § 2a Stand der BDA-Liste: 2025-06-30 Name: Johannesspital, Müllegger-Tor GstNr.: 3255 Müllegger Tor, Salzburg |
| ja   | Datei hochladen | Johannesspital, LKH-Verwaltung 2/Aufnahme HERIS-ID: 52999 Objekt-ID: 60772 | Müllner Hauptstraße 48 Standort KG: Salzburg                                     | | BDA-Hist.: Q38055373 Status: § 2a Stand der BDA-Liste: 2025-06-30 Name: Johannesspital, LKH-Verwaltung 2/Aufnahme GstNr.: 3255 Verwaltung 2, Johannesspital |
| ja   | Datei hochladen | Johannesspital, I. Chirurgie/Apotheke HERIS-ID: 53006 Objekt-ID: 60779 | Müllner Hauptstraße 48 Standort KG: Salzburg                                     | | BDA-Hist.: Q38055383 Status: § 2a Stand der BDA-Liste: 2025-06-30 Name: Johannesspital, I. Chirurgie/Apotheke GstNr.: 3255 |
| ja   | Datei hochladen | Haus der Natur, ehem. Ursulinenkloster; Innenhof als archäologisches Fundhoffnungsgebiet HERIS-ID: 53048 Objekt-ID: 60829                                                         | Museumsplatz 5 Standort KG: Salzburg                                             | Das ehemalige Ursulinenkloster wurde gleichzeitig mit der Markuskirche 1713–1726 von Johann Fischer von Erlach erbaut. Es bildet einen konischen Vierkanter, mit der Kirche an der Schmalseite. 1957 übersiedelten die Ursulinen nach Glasenbach, und das 1924 gegründete Haus der Natur von den Hofstallungen (heute Großes Festspielhaus) hierher. Im Laufe der Jahre adaptiert, und bis 2009 generalsaniert, wurde es mit einer Ergänzung der Moderne von Fritz Lorenz (Entree am Museumsplatz, gläsernes Stiegenhaus) mit dem einstigen Haus des Carolino Augusteum (in die Neue Residenz übersiedelt) zusammengeschlossen. | BDA-Hist.: Q125747847 Status: § 2a Stand der BDA-Liste: 2025-06-30 Name: Haus der Natur, ehem. Ursulinenkloster; Innenhof als archäologisches Fundhoffnungsgebiet GstNr.: 420/2; 421 Ehemaliges Ursulinenkloster, Salzburg |
| ja   | Datei hochladen | Wohnhaus HERIS-ID: 75431 Objekt-ID: 88920 | Nikolaus-Lenau-Straße 1, 3, 5 Standort KG: Salzburg                              | Die städtische Wohnhausanlage stammt von Paul Geppert d. Ä. aus den Jahren 1925/26. | BDA-Hist.: Q38139046 Status: § 2a Stand der BDA-Liste: 2025-06-30 Name: Wohnhaus GstNr.: 4136 Nikolaus-Lenau-Straße 1-5 (Salzburg) |
| ja   | Datei hochladen | Anlage Stift Nonnberg mit Ummauerungen, archäologisches Fundhoffnungsgebiet HERIS-ID: 87712 Objekt-ID: 102138                                                                     | Nonnberggasse 1 bis 8 Standort KG: Salzburg                                      | → Hauptartikel : Benediktinen-Frauenstift Nonnberg f1 | BDA-Hist.: Q693876 Status: § 2a Stand der BDA-Liste: 2025-06-30 Name: Anlage Stift Nonnberg mit Ummauerungen, archäologisches Fundhoffnungsgebiet GstNr.: 173/2, 203, 206, 207, 214, 216, 218, 219, 211 Stift Nonnberg |
| ja   | Datei hochladen | Bürgerhaus, Mesnerhaus in Nonntal HERIS-ID: 64897 Objekt-ID: 77673 | Nonnberggasse 12 Standort KG: Salzburg                                           | | BDA-Hist.: Q38108571 Status: Bescheid Stand der BDA-Liste: 2025-06-30 Name: Bürgerhaus, Mesnerhaus in Nonntal GstNr.: 2264/3 |
| ja   | Datei hochladen | Volksschule HERIS-ID: 53125 Objekt-ID: 60915 | Nonntaler Hauptstraße 3 Standort KG: Salzburg                                    | Errichtet 1905; 1953/54 wurde daneben eine Hauptschule gebaut. 1953 wurden in diesem Bereich mehrere Schulen errichtet (Bundesgymnasium Nonntal, Wirtschaftskundliches Bundesrealgymnasium für Mädchen) und so entstand hier ein ansehnliches und heute noch bestehendes Schulzentrum. | BDA-Hist.: Q38055837 Status: § 2a Stand der BDA-Liste: 2025-06-30 Name: Volksschule GstNr.: 2045/1 Volksschule Nonntal |
| ja   | Datei hochladen | Ehem. Elektromotorenwerkstatt, Wohnhaus HERIS-ID: 249911seit 2024 | Nonntaler Hauptstraße 9A Standort KG: Salzburg                                   | | BDA-Hist.: Q126122378 Status: Bescheid Stand der BDA-Liste: 2025-06-30 Name: Ehem. Elektromotorenwerkstatt, Wohnhaus GstNr.: 4122 Nonntaler Hauptstraße 9A, Salzburg |
| ja   | Datei hochladen | Pfarrhof, ehem. Erhardspital HERIS-ID: 53113 Objekt-ID: 60903 | Nonntaler Hauptstraße 12 Standort KG: Salzburg                                   | Hier befand sich das 1310 errichtete Siechenhaus St. Erhard der Abtei Nonnberg. | BDA-Hist.: Q38055770 Status: § 2a Stand der BDA-Liste: 2025-06-30 Name: Pfarrhof, ehem. Erhardspital GstNr.: 2239 Nonntaler Hauptstraße 12, Salzburg |
| ja   | Datei hochladen | Kath. Pfarrkirche hl. Erhard, ehem. Spitalskirche HERIS-ID: 53114 Objekt-ID: 60904                                                                                                | Nonntaler Hauptstraße 12A Standort KG: Salzburg                                  | Urkundlich erstmals 1404 erwähnt. 1685 barocker Neubau durch Giovanni Gaspare Zuccalli. Eingeweiht 1689. | BDA-Hist.: Q1350971 Status: § 2a Stand der BDA-Liste: 2025-06-30 Name: Kath. Pfarrkirche hl. Erhard, ehem. Spitalskirche GstNr.: 2240 Erhardkirche (Salzburg) |
| ja   | Datei hochladen | Bürgerspital, ehem. Erhardsspital HERIS-ID: 43662 Objekt-ID: 44327 | Nonntaler Hauptstraße 14 Standort KG: Salzburg                                   | Durch Erzbischof Wolf Dietrich wurde 1603 das Erhardsspital als Ersatz für das Kapitelspital im Kaiviertel erworben. Das Spital existierte bis 1898. | BDA-Hist.: Q38004636 Status: § 2a Stand der BDA-Liste: 2025-06-30 Name: Bürgerspital, ehem. Erhardsspital GstNr.: 2241 |
| ja   | Datei hochladen | Bürgerhaus HERIS-ID: 46481 Objekt-ID: 48534 | Nonntaler Hauptstraße 18 Standort KG: Salzburg                                   | Das viergeschoßige, gegenüber Nr. 16 deutlich vorspringende Bürgerhaus stammt im Kern aus dem 16. Jahrhundert. Die barocke Fassade weist im zweiten und dritten Obergeschoß geschweifte Fensterumrahmungen auf. | BDA-Hist.: Q38021943 Status: Bescheid Stand der BDA-Liste: 2025-06-30 Name: Bürgerhaus GstNr.: 2243/1 |
| ja   | Datei hochladen | Bürgerhaus, Nonntal-Wirtshaus zum Weißen oder Goldenen Rössel HERIS-ID: 46478 Objekt-ID: 48531                                                                                    | Nonntaler Hauptstraße 20 Standort KG: Salzburg                                   | 1380 als Haus des Heinrich der Gastmeister erwähnt. 1609 ist ein Michael Maier „Bürger und Gastgeb im Nonnthal allhir zu Salzburg“. 1763 „Behausung und Hofstatt, die Wirths Tavern in Nonntal“. Unter dem Besitzer Josef Mayer 1858 Gasthaus zum Weißen Rössl. Letzte Wirtin im Nonntalhof war Franziska Sperl. Hier vollendete im September 1862 Peter Cornelius seine Oper El Cid. | BDA-Hist.: Q38021911 Status: Bescheid Stand der BDA-Liste: 2025-06-30 Name: Bürgerhaus, Nonntal-Wirtshaus zum Weißen oder Goldenen Rössel GstNr.: 2244 |
| ja   | Datei hochladen | Bürgerhaus, Hagenauerhaus HERIS-ID: 36678 Objekt-ID: 35659 | Nonntaler Hauptstraße 24 Standort KG: Salzburg                                   | Das viergeschoßige Bürgerhaus mit Schopfwalmdach stammt im Kern aus dem 16. und 17. Jahrhundert. Die Fassade erhielt um 1800 ihr heutiges Aussehen. | BDA-Hist.: Q37971517 Status: Bescheid Stand der BDA-Liste: 2025-06-30 Name: Bürgerhaus, Hagenauerhaus GstNr.: 2249 |
| ja   | Datei hochladen | ehem. Waschhaus des Stiftes Nonnberg HERIS-ID: 53116 Objekt-ID: 60906 | Nonntaler Hauptstraße 27 Standort KG: Salzburg                                   | Wurde unter der Äbtissin Anna VII. von Paumann (gewählt 1552) erbaut. | BDA-Hist.: Q38055786 Status: § 2a Stand der BDA-Liste: 2025-06-30 Name: ehem. Waschhaus des Stiftes Nonnberg GstNr.: 2177/1 Nonntaler Hauptstraße 27, Salzburg |
| ja   | Datei hochladen | Bildstock mit Pietà HERIS-ID: 71319 Objekt-ID: 84476 | Dr. Josef Klaus Platz, bei Nonntaler Hauptstraße 36 Standort KG: Salzburg        | Doppelfigurige Madonna (Maria als Maria gloriosa und Maria dolorosa) mit Christus, Jahreszahl Vorderseite: 1735, Jahreszahl Rückseite: 1807 (Renovierung). Bildete die Grenze zwischen Innerem und Äußerem Nonntal. Die Mariensäule ist aus einem alten Grenzkreuz von 1400 („Weichbildkreuz“) hervorgegangen. | BDA-Hist.: Q38127298 Status: § 2a Stand der BDA-Liste: 2025-06-30 Name: Bildstock mit Pietà GstNr.: 3621 Bildstock mit Pietà (Dr.-Josef-Klaus-Platz, Salzburg) |
| ja   | Datei hochladen | Nonnberghof mit Nebengebäuden und Ummauerung HERIS-ID: 53135 Objekt-ID: 60926 | Nonntaler Hauptstraße 42 Standort KG: Salzburg                                   | Ehemaliger Meierhof des Klosters Nonnberg. Stammt in der Bausubstanz aus dem 18. Jahrhundert. | BDA-Hist.: Q38055879 Status: § 2a Stand der BDA-Liste: 2025-06-30 Name: Nonnberghof mit Nebengebäuden und Ummauerung GstNr.: 2328 Nonnberghof |
| ja   | Datei hochladen | ehem. Fürsterzbischöfliches Jägerhaus HERIS-ID: 53136 Objekt-ID: 60928 | Nonntaler Hauptstraße 46 Standort KG: Salzburg                                   | Errichtet 1643 unter Fürsterzbischof Paris Lodron. Über dem Portal befindet sich die Wappenkartusche des Fürsterzbischofs. | BDA-Hist.: Q38055889 Status: Bescheid Stand der BDA-Liste: 2025-06-30 Name: ehem. Fürsterzbischöfliches Jägerhaus GstNr.: 2335/1 Nonntaler Hauptstraße 46, Salzburg |
| ja   | Datei hochladen | ORF-Landesstudio HERIS-ID: 53128 Objekt-ID: 60918 | Nonntaler Hauptstraße 49D Standort KG: Salzburg                                  | | BDA-Hist.: Q935408 Status: § 2a Stand der BDA-Liste: 2025-06-30 Name: ORF-Landesstudio GstNr.: 2086/6 ORF Landesstudio Salzburg - building |
| ja   | Datei hochladen | Schloss Neudegg mit Kapelle und Nebengebäude HERIS-ID: 36679 Objekt-ID: 35660 | Nonntaler Hauptstraße 51, 53 Standort KG: Salzburg                               | Das Schloss Neudegg, auch Schloss Meran genannt, ist ein kleines Barockschloss im Nonntal, einem Stadtteil von Salzburg. 1460 wird sein erster bekannter Besitzer Niklas Venediger urkundlich erwähnt. | BDA-Hist.: Q1321424 Status: Bescheid Stand der BDA-Liste: 2025-06-30 Name: Schloss Neudegg mit Kapelle und Nebengebäude GstNr.: 2091/6, 2089, 2095/1 Schloss Neudegg |
| ja   | Datei hochladen | Gestüthof, Verwalterhaus HERIS-ID: 43567 Objekt-ID: 44180 | Nonntaler Hauptstraße 58 Standort KG: Salzburg                                   | Zwischen 1579 und 1806 der fürsterzbischöflichen Pferdezucht. 1809 zerstörte das Haus an der Nonntaler Hauptstraße teilweise ein Blitzschlag, es wurde dann als Privatwohnhaus (Mödlhamerhaus, Schißlinghaus) wiederhergestellt. An der Südseite des Areals befindet sich mit einem von mächtigen Marmorsäulen getragenen Gewölbe der denkmalgeschützten Pferdestall, der unter Erzbischof Johann Jakob von Kuen-Belasy errichtet worden war. An dessen Ostseite ist das Wappen des genannten Fürsterzbischofs (1579) angebracht. In der Zeit der Monarchie war hier eine Kavallerie-Kaserne eingerichtet.                      | BDA-Hist.: Q38003955 Status: Bescheid Stand der BDA-Liste: 2025-06-30 Name: Gestüthof, Verwalterhaus GstNr.: 2342 Nonntaler Hauptstraße 58, Salzburg |
| ja   | Datei hochladen | Landesfürstl. Gestüthof – Magazingebäude HERIS-ID: 36581 Objekt-ID: 35562 | Nonntaler Hauptstraße 60 Standort KG: Salzburg                                   | | BDA-Hist.: Q37970784 Status: Bescheid Stand der BDA-Liste: 2025-06-30 Name: Landesfürstl. Gestüthof – Magazingebäude GstNr.: 2348/2 Magazin des landesfürstlichen Gestüthofs, Salzburg |
| ja   | Datei hochladen | Miethaus HERIS-ID: 36757 Objekt-ID: 35738 | Paracelsusstraße 13 Standort KG: Salzburg                                        | | BDA-Hist.: Q37972045 Status: Bescheid Stand der BDA-Liste: 2025-06-30 Name: Miethaus GstNr.: 1393/42 |
| ja   | Datei hochladen | Stadtmauer HERIS-ID: 76251 Objekt-ID: 89806 | Paris-Lodron-Straße 2a Standort KG: Salzburg                                     | | BDA-Hist.: Q38142877 Status: § 2a Stand der BDA-Liste: 2025-06-30 Name: Stadtmauer GstNr.: 879/3 |
| ja   | Datei hochladen | Bürgerhaus HERIS-ID: 36680 Objekt-ID: 35661 | Paris-Lodron-Straße 3a Standort KG: Salzburg                                     | Der dreigeschoßige Bau mit palastartiger Fassade und Walmdach wurde im Jahr 1914 in barockisierendem Stil errichtet. Er diente ursprünglich als Verwaltungsgebäude der Nationalbank. | BDA-Hist.: Q37971536 Status: Bescheid Stand der BDA-Liste: 2025-06-30 Name: Bürgerhaus GstNr.: 921/1 Paris-Lodron-Straße 3a, Salzburg |
| ja   | Datei hochladen | Loretokloster und Umfassungsmauer HERIS-ID: 53202 Objekt-ID: 61005 | Paris-Lodron-Straße 4, 6 Standort KG: Salzburg                                   | In der Kirche befindet sich ein Holzrelief Beweinung Christi aus dem 1. Viertel des 17. Jahrhunderts von Hans Waldburger. | BDA-Hist.: Q124536149 Status: § 2a Stand der BDA-Liste: 2025-06-30 Name: Loretokloster und Umfassungsmauer GstNr.: 881/1, 882, 885, 884 Loretokloster, Salzburg |
| ja   | Datei hochladen | Loretokirche HERIS-ID: 53203 Objekt-ID: 61006 | Paris-Lodron-Straße 6a Standort KG: Salzburg                                     | In der Kirche sind drei unterschiedliche Gnadenbilder der Schwarzen Madonna sowie eine Figur des Engels, welcher das Haus Loreto trägt. | BDA-Hist.: Q1237398 Status: § 2a Stand der BDA-Liste: 2025-06-30 Name: Loretokirche GstNr.: 886 Loretokirche Salzburg |
| ja   | Datei hochladen | Postgebäude, ehem. Franz-Josephskaserne HERIS-ID: 53198 Objekt-ID: 61000seit 2014                                                                                                 | Paris-Lodron-Straße 9 Standort KG: Salzburg                                      | Das langgestreckte Gebäude mit übergiebeltem Mittelrisalit stammt aus dem Jahr 1849. | BDA-Hist.: Q38056134 Status: Bescheid Stand der BDA-Liste: 2025-06-30 Name: Postgebäude, ehem. Franz-Josephskaserne GstNr.: 901/1 Paris-Lodron-Straße 9, Salzburg |
| ja   | Datei hochladen | Wohnhaus, ehem. Wirtschaftsgebäude HERIS-ID: 36572 Objekt-ID: 35553 | Pausingerstraße 2 Standort KG: Salzburg                                          | | BDA-Hist.: Q37970713 Status: Bescheid Stand der BDA-Liste: 2025-06-30 Name: Wohnhaus, ehem. Wirtschaftsgebäude GstNr.: 1885 |
| ja   | Datei hochladen | Bürgerhaus, Puchhaim- oder Risenhaus HERIS-ID: 42132 Objekt-ID: 42714 | Pfeifergasse 2a Standort KG: Salzburg                                            | | BDA-Hist.: Q64487486 Status: Bescheid Stand der BDA-Liste: 2025-06-30 Name: Bürgerhaus, Puchhaim- oder Risenhaus GstNr.: 110 |
| ja   | Datei hochladen | Bürgerhaus, Maurermeisterhaus HERIS-ID: 43574 Objekt-ID: 44196 | Pfeifergasse 4 Standort KG: Salzburg                                             | Dieses Haus ist zuerst anlässlich des Verkaufes an die Priesterbruderschaft 1438 erwähnt. Es befand sich 1680 im Eigentum des namhaften Baumeisters Sebastian Stumpfegger. Nach ihm folgten die früher ebenfalls sehr bekannten Maurermeister Heiß und Karlsdorfer als Eigentümer, 1858 ist der bekannte Maler Sebastian Stief Eigentümer. | BDA-Hist.: Q64487490 Status: Bescheid Stand der BDA-Liste: 2025-06-30 Name: Bürgerhaus, Maurermeisterhaus GstNr.: 109 Pfeifergasse 4, Salzburg |
| ja   | Datei hochladen | Bürgerhaus, Kalkantenhaus HERIS-ID: 43680 Objekt-ID: 44349 | Pfeifergasse 8 Standort KG: Salzburg                                             | Das fünfgeschoßige Bürgerhaus stammt im Kern aus dem 16. und 17. Jahrhundert. | BDA-Hist.: Q64487492 Status: Bescheid Stand der BDA-Liste: 2025-06-30 Name: Bürgerhaus, Kalkantenhaus GstNr.: 107 Pfeifergasse 8, Salzburg |
| ja   | Datei hochladen | Bürgerhaus, Kumpfmühle HERIS-ID: 36681 Objekt-ID: 35662 | Pfeifergasse 11 Standort KG: Salzburg                                            | Dieses Haus direkt an die Stadtmauer der zweiten Stadtbefestigung angebaut, ist in seiner mittelalterlichen Substanz besonders gut erhalten. Die Fenster besitzen teilweise noch originale gotische Laibungen. Hier lebte Theophrastus Bombastus von Hohenheim, genannt Paracelsus, vor seiner Flucht aus Salzburg 1525. | BDA-Hist.: Q64487485 Status: Bescheid Stand der BDA-Liste: 2025-06-30 Name: Bürgerhaus, Kumpfmühle GstNr.: 154 |
| ja   | Datei hochladen | Kumpfmüllerstöckl und Kumpfmüllertor HERIS-ID: 76242 Objekt-ID: 89797 | Pfeifergasse 13 Standort KG: Salzburg                                            | | BDA-Hist.: Q64487493 Status: § 2a Stand der BDA-Liste: 2025-06-30 Name: Kumpfmüllerstöckl und Kumpfmüllertor GstNr.: 155 |
| ja   | Datei hochladen | Bürgerhaus, Hofhaimerhaus HERIS-ID: 42133 Objekt-ID: 42715 | Pfeifergasse 18 Standort KG: Salzburg                                            | Hier lebte etwa 13 Jahre lang der Salzburger Komponist Paul Hofhaimer, ein Zeitgenosse von Paracelsus. Schon vor 1526 scheint hier der Organist und Komponist als Eigentümer auf, 1552 dessen Erben. 1556 sind der „Thumbkastner“ Adam Khapp und Katharina Hofhaymer Eigentümer. Bemerkenswert ist der breite Erker im ersten Stock auf barocken Volutenkonsolen. | BDA-Hist.: Q64487488 Status: Bescheid Stand der BDA-Liste: 2025-06-30 Name: Bürgerhaus, Hofhaimerhaus GstNr.: 121 |
| ja   | Datei hochladen | Kommunaler Wohnbau HERIS-ID: 53164 Objekt-ID: 60960 | Plainstraße 5 bis 17 Standort KG: Salzburg                                       | Die ausgedehnte Wohnhausanlage der Stadt Salzburg wurde im Jahr 1926 erbaut. 1929 wurden die Loggien und Balkone geschlossen. | BDA-Hist.: Q38055992 Status: § 2a Stand der BDA-Liste: 2025-06-30 Name: Kommunaler Wohnbau GstNr.: 1111/2, 4150, 4151 Plainstraße 5-17 (Salzburg) |
| ja   | Datei hochladen | Kommunaler Wohnbau HERIS-ID: 53169 Objekt-ID: 60965 | Plainstraße 8 bis 12 Standort KG: Salzburg                                       | Die vier- bis fünfgeschoßige Anlage mit U-förmigem Grundriss wurde im Jahr 1921 von Wunibald Deininger erbaut. Es nimmt in vieler Hinsicht die spätere Entwicklung der Gemeindebauten vorweg. | BDA-Hist.: Q38056002 Status: § 2a Stand der BDA-Liste: 2025-06-30 Name: Kommunaler Wohnbau GstNr.: 1111/1, 1111/13 Plainstraße 8-12 (Salzburg) |
| ja   | Datei hochladen | Bildstock HERIS-ID: 71351 Objekt-ID: 84512 | Grundstück Plainstraße 38-40 (Ecke Elisabethstr./Jahnstr.) Standort KG: Salzburg | Der in den 1980er-Jahren hier nach originalem Vorbild neu aufgerichtete Bildstock ist die Säule Nummer IV einer insgesamt 15 Bildstöcke umfassenden Reihe von ursprünglich 1705 errichteten Steinsäulen, die die 15 Geheimnisse des Rosenkranzes abbilden und entlang eines Wallfahrtswegs von der Salzburger Elisabeth-Vorstadt auf den Plainberg führten. Das von Ady Fuchs restaurierte Ölbild auf dieser vierten sogenannten „Geheimnissäule“ zeigt die Opferung Jesu im Tempel und bezieht sich auf das vierte Geheimnis des Freudenreichen Rosenkranzes („Den, Du, o Jungfrau, im Tempel aufgeopfert hast“).              | BDA-Hist.: Q64487694 Status: § 2a Stand der BDA-Liste: 2025-06-30 Name: Bildstock GstNr.: 1165/37 Geheimnissäulen auf dem Weg nach Maria Plain - shrine IV |
| ja   | Datei hochladen | Kommunaler Wohnbau HERIS-ID: 53157 Objekt-ID: 60950 | Plainstraße 61 bis 67 Standort KG: Salzburg                                      | Die Wohnhausanlage der Stadt Salzburg entstand in den Jahren 1927/28. | BDA-Hist.: Q38055972 Status: § 2a Stand der BDA-Liste: 2025-06-30 Name: Kommunaler Wohnbau GstNr.: 1165/25 |
| ja   | Datei hochladen | Bildstock HERIS-ID: 70285 Objekt-ID: 83399 | bei Plainstraße 83 Standort KG: Salzburg                                         | Säule von 1594 stellt hingegen ein Reichsaltertum dar und markiert am Bayerischen Platzl den Ort, an dem der Landesherr von Bayern das Recht hatte, einen Gesandten mit 72 Reitern vor die Tore Salzburgs zu schicken. Sie wurde zwischen den Geheimnissäulen V und VI des Rosenkranzweges Maria Plain eingebunden. Das Ölbild zeigt das Gnadenbild Maria Plain und wurde Mitte der zweiten Hälfte des 20. Jahrhunderts von Ady Fuchs neu gestaltet. | BDA-Hist.: Q812613 Status: § 2a Stand der BDA-Liste: 2025-06-30 Name: Bildstock GstNr.: 1173/3 Bildstock Plainstraße |
| ja   | Datei hochladen | Bürgerhaus HERIS-ID: 45219 Objekt-ID: 46143 | Platzl 1 Standort KG: Salzburg                                                   | Das im Baukern wahrscheinlich aus dem 17. Jahrhundert stammende Bürgerhaus wurde im 20. Jahrhundert weitgehend umgebaut. | BDA-Hist.: Q38014321 Status: Bescheid Stand der BDA-Liste: 2025-06-30 Name: Bürgerhaus GstNr.: 839 |
| ja   | Datei hochladen | Bürgerhaus, Zum Goldenen Kreuz oder Zellereck HERIS-ID: 45385 Objekt-ID: 46708 | Platzl 2 Standort KG: Salzburg                                                   | | BDA-Hist.: Q38015490 Status: Bescheid Stand der BDA-Liste: 2025-06-30 Name: Bürgerhaus, Zum Goldenen Kreuz oder Zellereck GstNr.: 838 |
| ja   | Datei hochladen | Bürgerhaus, Taxahaus HERIS-ID: 45267 Objekt-ID: 46480 | Platzl 3 Standort KG: Salzburg                                                   | | BDA-Hist.: Q38014771 Status: Bescheid Stand der BDA-Liste: 2025-06-30 Name: Bürgerhaus, Taxahaus GstNr.: 648 Platzl 3 (Salzburg) |
| ja   | Datei hochladen | Bürgerhaus, Rablbäckhaus HERIS-ID: 45266 Objekt-ID: 46479 | Platzl 4 Standort KG: Salzburg                                                   | Die Fassade des Bürgerhauses mit Hohlkehlenabschluss weist Fensterumrahmungen aus der 1. Hälfte des 19. Jahrhunderts sowie ein Ovalbild der Maria Immaculata auf. | BDA-Hist.: Q38014763 Status: Bescheid Stand der BDA-Liste: 2025-06-30 Name: Bürgerhaus, Rablbäckhaus GstNr.: 647 |
| ja   | Datei hochladen | Bürgerhaus HERIS-ID: 45374 Objekt-ID: 46688 | Priesterhausgasse 8 Standort KG: Salzburg                                        | Das viergeschoßige Bürgerhaus mit Hohlkehlenabschluss stammt im Kern aus dem 16. sowie dem frühen 17. Jahrhundert. | BDA-Hist.: Q38015383 Status: Bescheid Stand der BDA-Liste: 2025-06-30 Name: Bürgerhaus GstNr.: 826 |
| ja   | Datei hochladen | Priesterhausstöckl HERIS-ID: 53210 Objekt-ID: 61015 | Priesterhausgasse 16 Standort KG: Salzburg                                       | Das kleine giebelständige Wohnhaus mit einachsigem Vorbau stammt aus dem 18. Jahrhundert. | BDA-Hist.: Q38056167 Status: § 2a Stand der BDA-Liste: 2025-06-30 Name: Priesterhausstöckl GstNr.: 820 |